# Орлов Володимир Григорович
Володимир Григорович Орлов (1882—1941) — російський контррозвідник, дійсний статський радник.

## Із біографії
Народився у Царстві Польському Російської імперії.

### Навчання
Навчався у Першій зразковій Апухтинській гімназії, а у подальшому на юридичному факультеті Варшавського університету, якій закінчив у 1904 році. Його однокурсником був Борис Савінков.

### Кар'єра
За власним твердженням, яке деякі джерала ставлять під сумнів, брав участь у російсько-японській війні.
З 1904 по 1913 роки служив товарищем прокурора у різних польських містах Російської імперії, супроводжував політичні справи, зокрема справу Ф. Дзержинського.
У 1914 році працював слідчим по особливо важливим справам при Варшавському окружному суді. На цій посаді проявив себе як завзятий придушувач національно-визвольного руху.
З 1915 році був переведено до Служби стратегічної розвідки при Ставці Верховного головнокомандувача російської армії. У 1915 році брав участь у фальсифікації шпигунської справи полковника М'ясоїдова в інтересах Великого князя Миколи Миколайовича. За підсумками сфальсифікованої справи був підвищений за посадою та переведено безпосередньо до Ставки Верховного головнокандувача російської армії у місто Могільов
У 1915 -1917 роках займав різні посади у контррозвідувальних підрозділах при Ставці Верховного головнокомандувача російської армії у Могільові та Петрограді. У цей період, окрім справи полковника М'ясоїдова, брав участь у фальсіфікації і інших справ в інтересах Великого князя Миколи Миколайовича, зокрема справи «цукрових спекулянтів» за звинуваченням у шпигунстві банкірів Доброго та Рубінштейна.
У 1918 році декілька місяців пропрацював в Петроградському ЧК, можливо як подвійний агент.
У 1919-1920 роках служив у контррозвідці Добровольчій Армії. Разом з російською армією у 1920 році евакуювався до Константинополя.
Підозрювався у викраденні цінних речових доказів.

### Еміграція
У 1920 році перебрався з Константинополя до Берліну. У Берліні був співвласником «Бюро консультацій з правових питань». У Берліні налагодив на комерційній основі співпрацю з німецькими спецслужбами, а пізніше зі спецслужбами Британської Імперії — постачав за плату ровіздувальну та контррозвідуальну інформацію у багатьох випадках удавану та підроблену. Був джерелом частини фальсифікованої інформації, яка використовувалася в «ноті Керзона» у 1921 році.
Підозрюється у фальсифікації для Британських спецслужб так званого «листа Зиновьева».
1928 році був засуджений у Німеччині за підробку документів, можливо за інформацією наданою німцям ОДПУ. 
Після відбування покарання перебрався у Бельгію. За іншими відомостями був депортовано до Бельгії.
Після окупації Третім Рейхом Бельгії був затриманий та направлений у концтабір. Щодо перебування у концтаборі достовірних відомостей немає.
Написав мемуари «Подвійний агент. Записки російського контррозвідника» 
В різні роки видавав себе за поляка Болеслава Орлянского, підданного Австро-Угорської монархії Венцеслава Орбана та інших

### Картотека Орлова
Створив картотеку осіб, яких вважав агентами Комінтерну та ОДПУ.

### Смерть
Помер у 1941 році у Берліні, Третій Рейх. Його тіло з вогнепальними пораненнями було знайдено у Берліні. Обставини смерті достовірно не з'ясовано

## Твори
- Владимир Орлов. Двойной агент. Записки русского контрразведчика